# Louise Abbéma

Selbstporträt von Louise Abbéma, um 1885, Musée d’ Étampes

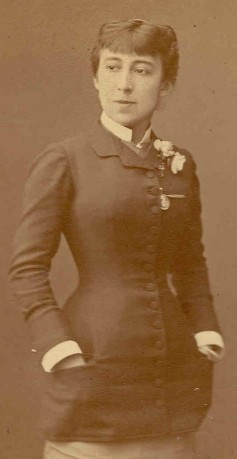
Louise Abbéma, um 1900

Louise Abbéma (* 30. Oktober 1853 in Étampes, Département Seine-et-Oise; † 10. Juli 1927 in Paris) war eine französische Malerin des Impressionismus und der Belle Époque. Sie wirkte auch als Grafikerin, Bildhauerin und Literatin.

## Leben und Wirken

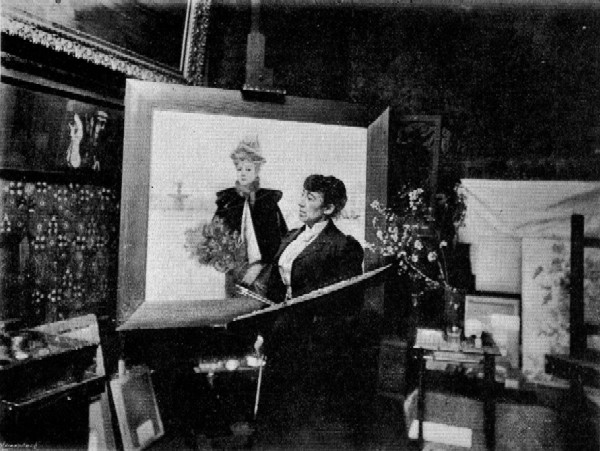
Louise Abbéma in ihrem Atelier, 1895

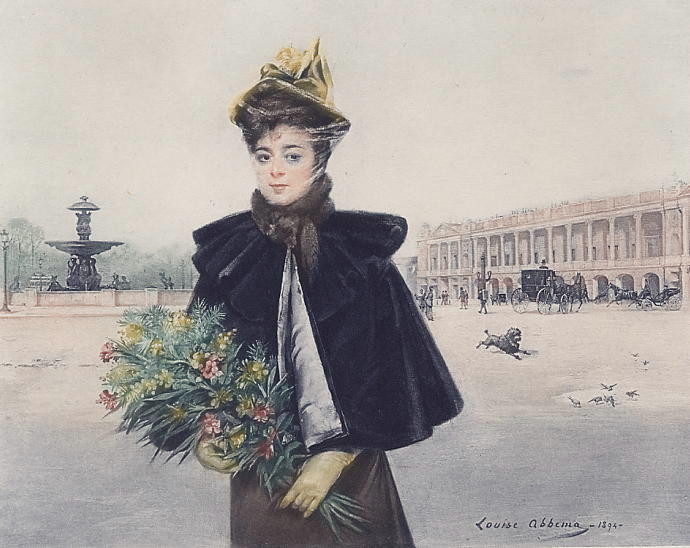
Matin d’avril, Place de la Concorde, Paris (Portrait de Jeanne Samary), 1894

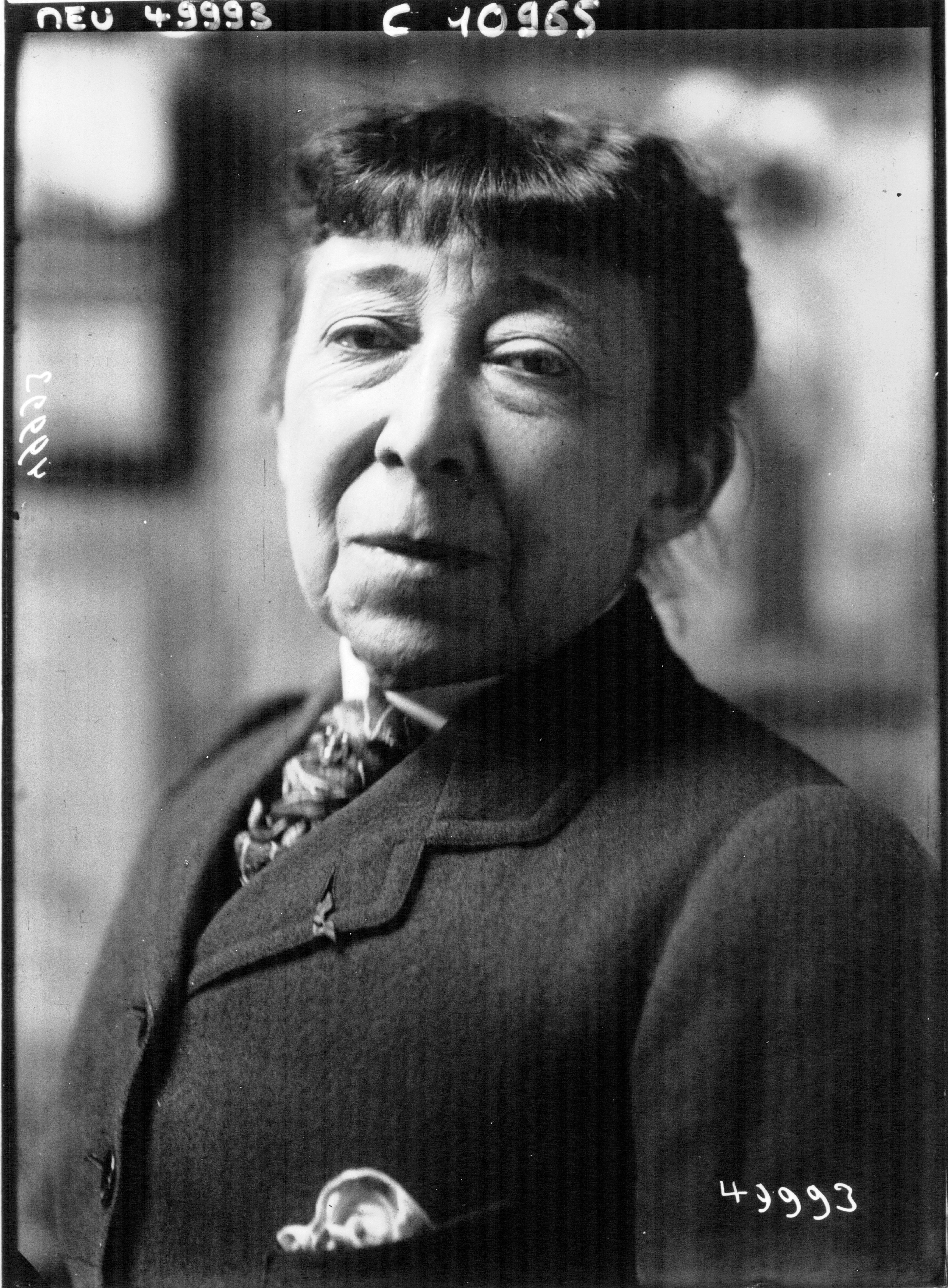
Louise Abbéma, 1914

Louise Abbéma war das einzige Kind des Vicomte Émile d’Abbéma, Bahnhofsvorsteher in Étampes, und seiner Frau Henriette Anne d’Astoin. Sie war mütterlicherseits eine Urenkelin der Schauspielerin Louise Contat und des Grafen Louis de Narbonne. Von ihren kunstsinnigen Eltern wurde sie früh in Künstlerkreise eingeführt. So lernte sie schon 1871 die Schauspielerin Sarah Bernhardt kennen, die sie stark beeinflusste und mit der sie zunächst eine Liebesbeziehung und später eine lebenslange, allgemein bekannte Freundschaft. Abbéma, die unverheiratet blieb, galt allgemein als lesbisch; literarische Anspielungen darauf finden sich etwa in einem Theaterstück von Georges Feydeau und einem posthum veröffentlichten satirischen Gedicht von Robert de Montesquiou.
Schon früh zeigte Abbéma ein besonderes Talent für die Malerei. Sie ging 1873 nach Paris und wurde dort Schülerin von Charles Josuah Chaplin, im folgenden Jahr von Emile Auguste Carolus-Duran und studierte später bei Jean Jacques Henner. Auf Anregung von Carolus-Duran stellte sie zwischen 1874 und 1926 regelmäßig ihre Werke im Pariser Salon aus, wo sie 1881 eine „ehrenvolle Erwähnung“ erhielt. Zuerst zeigte sie 1874 im Pariser Salon ein Bild ihrer Mutter. Ihr 1876 entstandenes lebensgroßes Porträtbild von Sarah Bernhardt (heute in einer Pariser Privatsammlung) brachte der erst 23-jährigen Abbéma erste öffentliche Anerkennung. 1878 stellte sie eine drei Jahre zuvor verfertigte Bronzemedaille mit der Profildarstellung ihrer Freundin – ihre einzige bekannte Skulptur – im Pariser Salon aus, wofür sich die manchmal auch als Bildhauerin tätige Bernhardt 1879 mit einer Marmorbüste Abbémas revanchierte. Eine gemeinsam mit Bernhardt erstellte Bronzeskulptur sich haltender Hände, „Mains Jointes“, gilt seit einem Diebstahl als verschollen.
Abbéma hatte in Paris zuerst ein Atelier in der Rue Blanche 91; wohnte und arbeitete seit 1876 mit ihren Eltern in der Rue Lafitte 47. Ihre Porträts berühmter Zeitgenossen sicherten ihr eine erfolgreiche Karriere. Anfangs porträtierte sie vor allem männliche und weibliche Mitglieder der Comédie Française in ihren Kostümen, z. B. Jeanne Samary (1879) und Blanche Barretta (1880). Manche ihrer Porträts wie jenes von Ferdinand de Lesseps (1884) wurden in den jährlichen Salons der Société des Artistes Français gezeigt, während andere als Privataufträge direkt an die Auftraggeber geliefert wurden (z. B. Porträt von Madame Lucien Guitry, 1876). Andere Bilder der Künstlerin sind nur durch zeitgenössische Zeugnisse bekannt wie die Darstellungen ihrer Lehrer Jean Jacques Henner, Emile Auguste Carolus-Duran (1880) und des französischen Architekten Charles Garnier. Weitere Porträts schuf Abbéma von Peter II. von Brasilien, Paul Mantz (1879) und Charles J. Chaplin. Ihr Bildnis von Sarah Bernhardt in ihrem Atelier in Belle-Isle-en-Mer, das sie 1922 bei der Société des Artistes Français ausgestellt hatte, bot sie 1923 nach Bernhardts Tod vergeblich den Direktoren des Musée du Luxembourg und des Musée de Versailles an.
Abbéma spezialisierte sich seit 1881 auf Öl- und Aquarellmalerei und viele ihrer Arbeiten zeigen den Einfluss der chinesischen und japanischen  Malerei (Chinoiserie, Japonismus) sowie zeitgenössischer impressionistischer Meister wie Édouard Manet. Auch ihre Vorliebe für Blumen kommt in vielen ihrer Werke zum Ausdruck. Seltener schuf sie Landschafts- und Meeresdarstellungen (zuerst 1874 mit Monsieur und Madame de Grièges, Baron de Dourdan und der Hund Molda in Tréport), häufiger Innenansichten wie das Ölgemälde Déjeuner dans la serre (Mittagessen im Gewächshaus, 1877, heute im Musée des Beaux-Arts in Pau), wo der Schauspieler Emile de Najac, ihre Eltern und die Schwestern Jeanne und Sarah Bernhardt dargestellt werden.
Beim Bau der Rathäuser des 7., 10 und 20. Pariser Arrondissements wurde Abbéma mit der Ausführung dekorativer Wandgemälde für diese Hôtels de Ville beauftragt. Sie schuf auch Gemälde für weitere Gebäude der französischen Hauptstadt, so Gismonda und die Frauen von Samaria und Magpie (1904 bzw. 1907 im Pariser Salon ausgestellt) für das Théâtre Sarah Bernhardt (heute Théâtre de la Ville), allegorische Themen für das Musée de l’Armée und den Saal der Société Nationale d’Horticulture de France sowie Bilder für die Opéra de Paris. Auch Arbeiten für außerhalb von Paris gelegene Häuser fertigte sie an, so ein Gemälde für die Abtei Fécamp und ein Porträt der Herzogin Anne de Bretagne (1911) für den großen Saal des Rathauses von Redon. Für den Palast des Gouverneurs von Dakar im heutigen Senegal steuerte sie ein Tafelbild bei. Viele Radierungen Abbémas, meist Porträts, finden sich in der ehemaligen Sammlung J. J. Meier in der Kunsthalle Bremen.
Abbémas Arbeiten wurden 1893 im Woman’s Building auf der World Columbian Exposition in Chicago ausgestellt, wo auch ihre von Sarah Bernhardt verfertigte Büste präsentiert wurde. 1900 gewann sie auf der Pariser Weltausstellung eine Bronzemedaille.
Abbéma war nicht nur als Malerin und Graphikerin, sondern auch als Literatin tätig und schrieb regelmäßig Beiträge für die Zeitschriften Gazette des Beaux-Arts, L’art und L’art et La Mode. Als Illustratorin führte sie die Stiche für René Maizeroys La Mer aus.
Hatten Abbémas Arbeiten von den Kritikern noch bis in die 1880er Jahre überwiegend günstige Beurteilungen erfahren, so schrieben nach 1900 zahlreiche Kunstjournalisten zunehmend negativere Rezensionen. Nach dem Ersten Weltkrieg geriet sie in Vergessenheit und starb am 10. Juli 1927 in Paris. Ihr Atelier wurde 1937 aufgelöst. Seit Ende des 20. Jahrhunderts, als den Kunstwerken von Frauen vergangener Jahrhunderte mehr Beachtung geschenkt wurde, fanden ihre Arbeiten eine erneute Popularität.
Bilder von Abbéma hängen im Musée d’Orsay und im Washingtoner Museum of Women in the Arts. Die heutigen Marktpreise liegen weit unter denen der bekannteren Maler des Impressionismus; so wurde 2005 ein Bild von ihr für 8.377 US-Dollar versteigert.

## Werke (Auswahl)

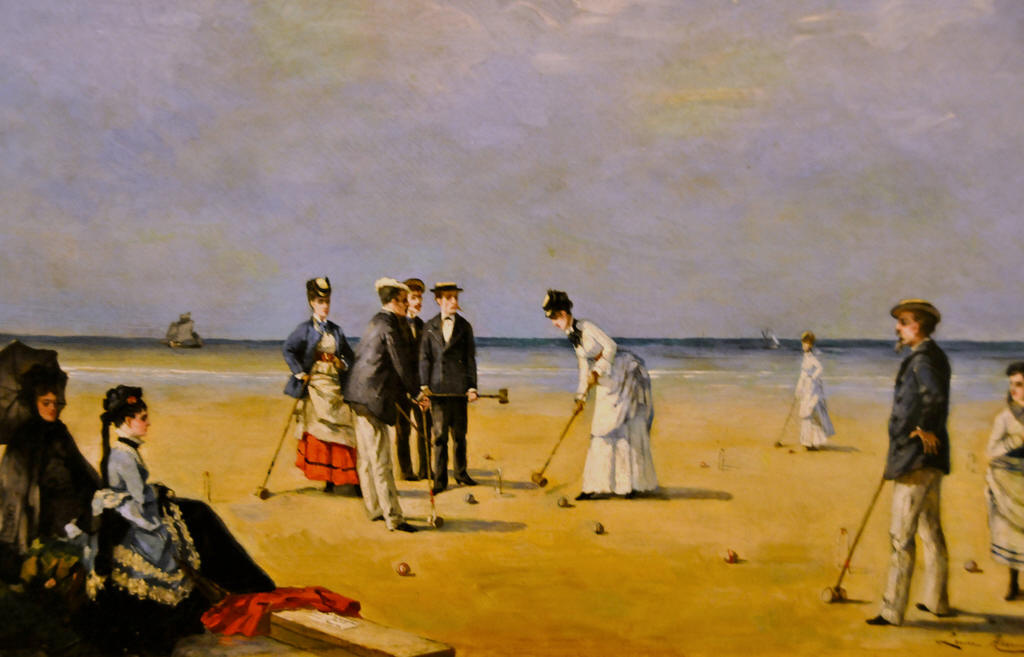
Un jeu de croquet, 1872 (Privatsammlung)
Sarah Bernhardt, um 1877 (Privatsammlung)
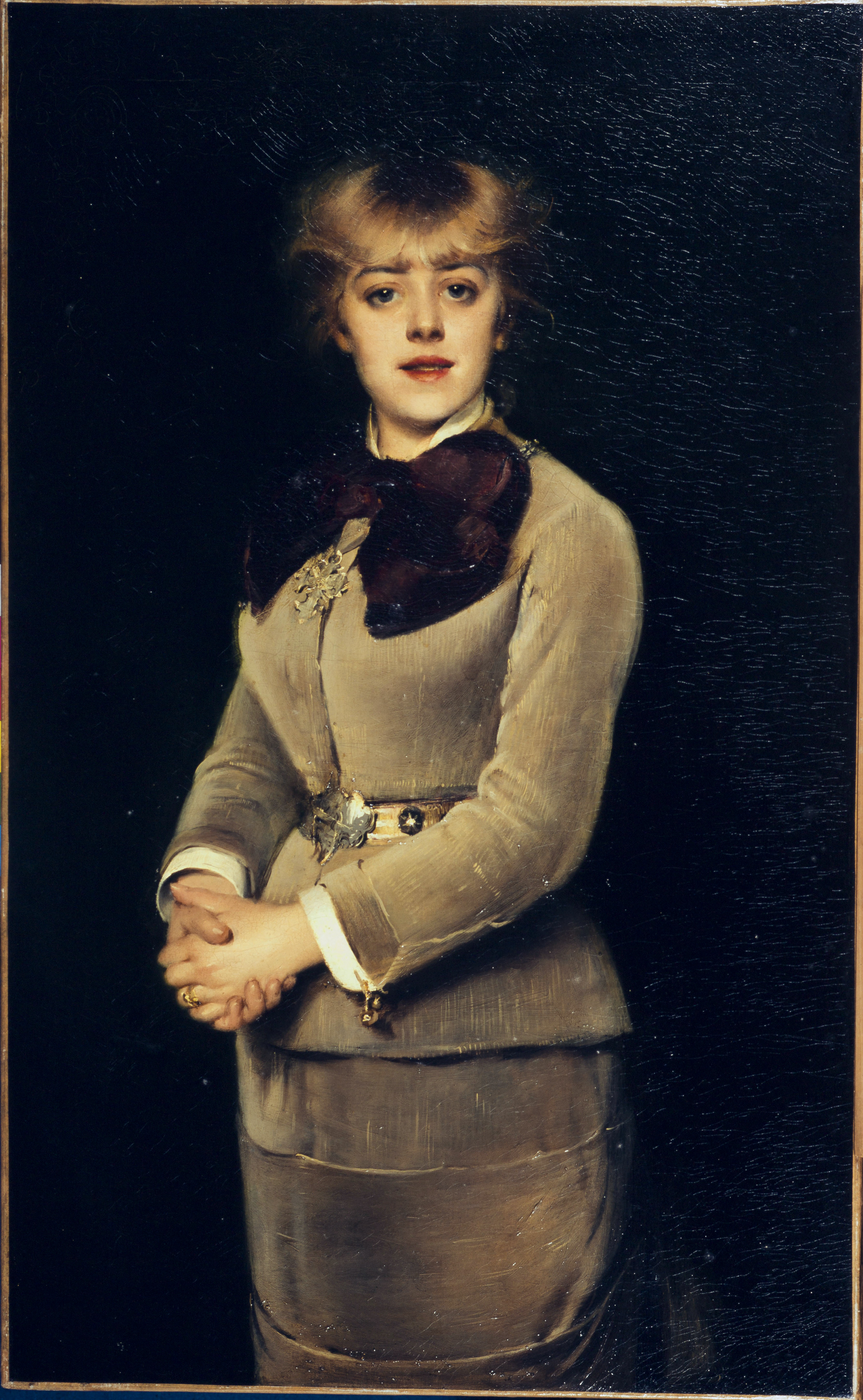
Portrait Jeanne Samary, 1879 (Musée Carnavalet, Paris)
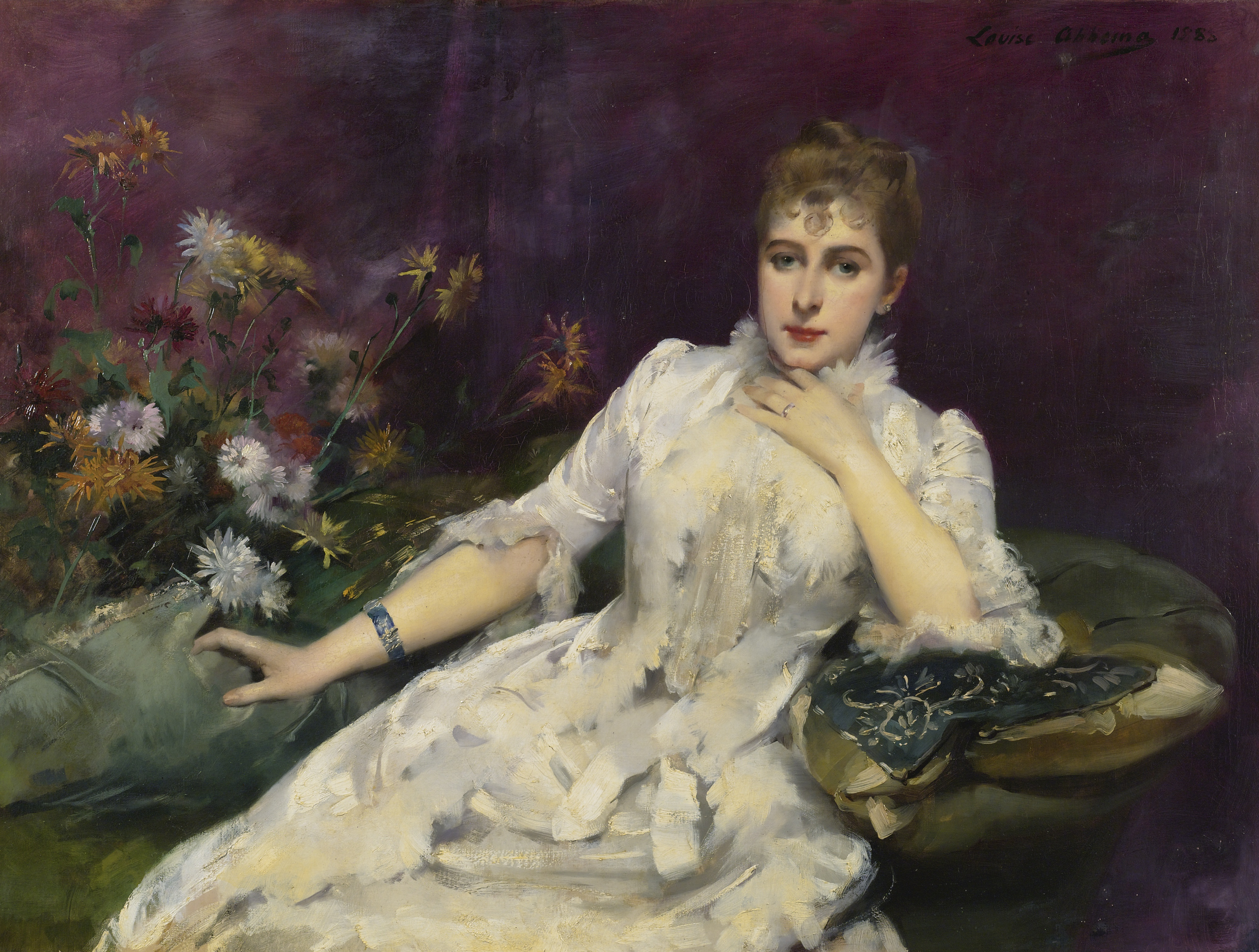
La dame avec les fleurs, 1883
Flora, 1913 (Privatsammlung)

## Ehrungen
- 1906: Ritter der Ehrenlegion